# ركات العليا (باقران)
ركات العليا (بالفارسية: رکات بالا) هي مستوطنة تقع في إيران في قسم باقران الريفي. يقدر عدد سكانها بـ 86 نسمة .